# Ambigonalia varicolor
Ambigonalia varicolor är en insektsart som beskrevs av Victor Antoine Signoret 1854. Ambigonalia varicolor ingår i släktet Ambigonalia och familjen dvärgstritar. Inga underarter finns listade i Catalogue of Life.